# Chilping
Chilping est un comte d'Auvergne du Haut Moyen Âge, à cheval entre les périodes mérovingienne et carolingienne (763-765). Son règne se déroule lors de la guerre opposant les Aquitains, dont il fait partie, aux Francs,. Il  fait figure d'un des principaux chefs de guerre du duc d'Aquitaine Waïfre,, lui-même ayant longtemps résidé en Auvergne.
Dans le cadre de ce conflit il lève une armée en Auvergne afin de la faire marcher sur Lyon qu'il souhaite prendre et piller. C'est après avoir pénétré en Lyonnais que réagissent Burgondes et Francs. Le comte Adalard de Châlons et Australdus réunissent les barons de la région et une armée afin de faire barrage aux troupes aquitaines. C'est lors de la bataille pour fondre sur Lyon qu'est tué Chilping en 764 ou 765,,.